# Vladímir Voinóvich
Vladímir Nikoláyevich Voinóvich (en ruso: Владимир Николаевич Войнович; Stalinabad —actual Dusambé—, República Socialista Soviética de Tayikistán; 26 de septiembre de 1932-Moscú, Rusia; 27 de julio de 2018) fue un escritor, poeta y periodista ruso y nacionalizado alemán.

## Biografía
Fue soldado en el Ejército Soviético durante los años 1950 y posteriormente trabajó en Radio Moscú, donde se dio a conocer escribiendo la letra del himno no oficial de los astronautas soviéticos Catorce minutos hasta el despegue («Четырнадцать минут до старта»).
Crítico con el gobierno de su país, escribió la novela satírica Vida e insólitas aventuras del soldado Iván Chonkin (1974), publicada en París. Esto le valió la retirada de la ciudadanía soviética y se vio obligado a exiliarse a Múnich (Alemania). Entre sus obras destacan, además de la ya citada Vida e insólitas aventuras del soldado Iván Chonkin (1969-2007), Moscú 2042 (1987) (una distopía), Una mudanza en Moscú, y El sombrero de piel (1987).

## Adaptaciones cinematográficas
- Películas basadas en sus obras